# Уолш, Билл (продюсер)
Уильям Крозье «Билл» Уолш (англ. William Crozier "Bill" Walsh) (30 сентября 1913 – 27 января 1975) — американский продюсер, сценарист и автор комиксов, который в основном работал над игровыми фильмами киностудии Walt Disney Productions, включая наиболее известные — «Лохматый пёс» (1959), «Отмороженный профессор» (1961), «Мэри Поппинс» (1964), «Призрак Чёрной Бороды» (1968), «Фольксваген-жук» (1969) и «Набалдашник и метла» (1971).
Билл Уолш был одним из главных выборов Уолта Диснея, на роль кинопродюсера и сценариста для своих игровых фильмов, включая «Мэри Поппинс», сценарий для которой, Уолш написал в соавторстве с Доном ДаГради и спродюсировал вместе с самим Диснеем.
Как продюсер, Билл Уолш специализировался на комедийных и фэнтезийных фильмах; как сценарист, он специализировался на диалогах персонажей.

## Биография
Уильям Крозье Уолш родился в городе Нью-Йорк, штата Нью-Йорк, 30 сентября 1914 года, и учился в Университете Цинциннати по спортивной стипендии. Там он начал писать для сцены; позже Уолш присоединился к театральной компании Барбары Стэнвик и Фрэнка Фэя — «Tattle Tales» в качестве газетного репортёра, зарабатывая 12 долларов в неделю.
В 1934 году, Билл Уолш отправился в Голливуд, где присоединился к рекламному агентству Маргарет Эттингер; там он писал пресс-релизы и делал наброски рекламы для всего: от знаменитого ресторана Brown Derby, до крема для лица Элизабет Арден. Один из его клиентов, Эдгар Берген, пригласил Уолша написать шутки и гэги, для его чревовещательных исполнений и выступлений. Берген также был другом Уолта Диснея.
В 1943 году, Билл Уолш переключился с написания гэгов для кукол Бергена — Чарли Маккарти и Мортимера Снерда, на написание гэгов для стрип-комиксов Disney о Микки Маусе. Затем в 1950 году, Уолт попросил Уолша написать и спродюсировать первый телепроект киностудии Walt Disney Productions — «One Hour in Wonderland» (с англ. — «Один час в Стране чудес»), который служил рекламой будущего полнометражного мультфильма Disney 1951 года — «Алиса в Стране чудес».
Дебют Диснея на телевидении имел такой успех, что Билл Уолш позже продюсировал несколько его телесериалов, включая его самую популярную телепрограмму — «Клуб Микки Мауса».
В 1956 году, Билл Уолш перешёл на игровое кино, приняв участие в создании 18 фильмов в качестве сценариста, ассоциированного продюсера, сопродюсера или главного продюсера. Среди них были — «Фургоны, на запад!» 1956 года, «Лохматый пёс» 1959 года, «Тоби Тайлер» 1960 года, «Отмороженный профессор» 1961 года, «Сын Флаббера» 1963 года, «Этот чёртов кот» 1965 года, «Робин Крузо» 1966 года, «Призрак Чёрной Бороды» 1968 года, «Фольксваген-жук» 1969 года и «Набалдашник и метла» 1971 года.
В 1960-х годах, Билл Уолш написал сценарий, вместе с Доном ДаГради и спродюсировал, вместе с Уолтом Диснеем фильм 1964 года — «Мэри Поппинс», который получил признание критиков и публики, а также был номинирован на премию «Оскар» в 13 категориях, включая — «Лучший фильм» и «Лучший адаптированный сценарий» для Уолша. После «Мэри Поппинс», Уолш и ДаГради стали часто сотрудничать для игровых фильмов Disney.
После 32 лет работы в Disney, Уильям Крозье Уолш умер от сердечного приступа 27 января 1975 года, в городе Лос-Анджелес, штата Калифорния, в возрасте 61 года, вскоре после возвращения со съёмок фильма «Пропавший динозавр» в Лондоне. Он был похоронен на кладбище Форест-Лаун, в городе Глендейл, штата Калифорния.

## Избранная фильмография
- Весёлые и беззаботные (1947)
- Новый сосед (1953)
- Футбол, сейчас и тогда (1953)
- Маленький беглец (1955)
- Дэви Крокетт, король диких земель (1955)
- Дэви Крокетт и речные пираты (1956)
- Фургоны, на запад! (1956)
- Лохматый пёс (1959)
- Тоби Тайлер (1960)
- Отмороженный профессор (1961)
- Счастливого пути (1962)
- Сын Флаббера (1963)
- The Misadventures of Merlin Jones (1964)
- Мэри Поппинс (1964)
- Этот чёртов кот (1965)
- Робин Крузо (1966)
- Призрак Чёрной Бороды (1968)
- Фольксваген-жук (1969)
- Скандальный Джон (1971)
- Набалдашник и метла (1971)
- Великий атлет (1973)
- Герби снова на ходу (1974)
- Пропавший динозавр (1975)